# Brovello-Carpugnino
Brovello-Carpugnino (piemontiul: Brovel e Carpignin) település Olaszországban. Lakosainak száma 765 fő (2023. január 1.). Brovello-Carpugnino Armeno, Gignese, Lesa, Massino Visconti és Stresa községekkel határos.

## Népesség
A település népességének változása:
| Lakosok száma | 689  | 705  | 765  |
|               | 2017 | 2018 | 2023 |